# Новая Нива (Червенский район)
Новая Нива (бел. Новая Ніва, Нова Ніва) — деревня в Червенском районе Минской области Беларуси. Входит в состав Ляденского сельсовета.

## Географическое положение
Расположена в 20 километрах к северо-востоку от Червеня, в 82 км от Минска, в 25 км от станции Гродзянка на линии Гродзянка—Верейцы, на реке Уса.

## Археология
Вблизи деревни, в урочище Городище обнаружен курганный могильник дреговичей из 3-х насыпей.

## История
Собственно деревня известна с начала XVIII века. На 1701 год деревня принадлежала Виленской капитуле и насчитывала 5 дворов. В результате II раздела Речи Посполитой 1793 года вошла в состав Российской Империи. На 1800 год деревня Новая Нивка входила в состав Игуменского уезда Минской губернии, принадлежала Г. Шевичу и церкви, здесь было 27 дворов, жили 193 человека, в деревне располагался фольварок с деревянным панским домом, работали корчма и водяная мельница. В середине XIX века деревня относилась к принадлежавшему помещичьему роду Шевичей имению Ивановск. На 1858 год здесь было 34 двора. Согласно переписи населения Российской империи 1897 года относилась к Юровичской волости и насчитывала 81 двор, где проживали 518 человек, в деревне работал хлебозапасный магазин, на местном кладбище — церковь. Недалеко проходил почтовый тракт Игумен—Березино. В начале XX века здесь был 101 двор и 619 жителей. На 1910 год в деревне функционировала церковно-приходская школа, где было 16 учеников (14 мальчиков и 2 девочки). В 1914 году на базе школы открыто земское народное училище. На 1917 год относилась к Хуторской волости, здесь был 81 дворов и 587 жителей, работали мельница и волнорезка. После Октябрьской революции на базе народного училища была открыта рабочая школа 1-й ступени. В 1918 году в Новой Ниве организована партийная ячейка. С февраля по декабрь 1918 года деревня была оккупирована немцами, с августа 1919 по июль 1920 — поляками. На 1922 год в местной школе насчитывалось 65 учеников, при ней работали небольшая библиотека и пункт ликвидации безграмотности среди взрослых. 20 августа 1924 года деревня вошла в состав вновь образованного Хуторского сельсовета Червенского района Минского округа (с 20 февраля 1938 — Минской области). Согласно переписи населения СССР 1926 года насчитывалось 93 двора, проживали 567 человек, в одноименном урочище было 3 двора и 13 жителей. В начале 1930-х в Новой Ниве был организован колхоз «Красная (Новая) Нива», на 1932 год в его состав входили 29 крестьянских хозяйств, при нём работали паровая мельница и волнорезка. Во время Великой Отечественной войны деревня была оккупирована немецко-фашистскими захватчиками в июле 1941 года. 41 её житель не вернулся с фронта. Освобождена в июле 1944 года. На 1960 год население деревни составило 393 человека. В 1980-е годы деревня относилась к колхозу «Знамя Октября». На 1997 год здесь было 73 дома и 137 жителей, тогда здесь работали животноводческая ферма, магазин. 30 октября 2009 года в связи с упразднением Хуторского сельсовета вошла в состав Колодежского сельсовета. 28 мая 2013 года передана в Ляденский сельсовет. На 2013 год 31 круглогодично жилой дом, 63 постоянных жителя.

## Население
- 1701 — 5 дворов
- 1800 — 27 дворов, 193 жителя
- 1858 — 34 двора
- 1897 — 81 двор, 518 жителей
- начало XX века — 101 двор, 619 жителей
- 1917 — 81 двор, 587 жителей
- 1926 — 96 дворов, 580 жителей
- 1960 — 393 жителя
- 1997 — 73 двора, 137 жителей
- 2013 — 31 двор, 63 жителя